# Якутская область
Якутская область — историческая административная единица в составе Российской империи и РСФСР (до 1920).
Административный центр — город Якутск.

## География
Область расположена между 54° и 73° с. ш. и 103° и 171° в. д.; омывается на севере Северным Ледовитым океаном, на западе граничит с Енисейской губернией, границей с которой служат реки Илимцея, приток Нижней Тунгуски, и Анабара, впадающая в Северный Ледовитый океан.
На юго-западе Якутская область граничит с Иркутской губернией, на юге — с Амурской, на юго-востоке — с Приморской областью, на востоке — с Камчатской областью. Площадь Якутской области, по исчислению И. А. Стрельбицкого, равна 3 489 689 кв. вёрст (около 368 млн. десятин).
По пространству Якутская область составляла 1/3 часть всей Сибири и 2/3 Европейской России; являлась самой обширной из всех губерний и областей Российской Империи. Несмотря на ряд ученых экспедиций, была мало исследована.

## История
После основания Якутска в 1632 году появилась необходимость административно закрепить отдалённые территории Якутии за Русским государством. В 1638 году был образован Якутский уезд.
В 1775 году Якутский уезд преобразован в Якутскую провинцию, а в 1784 году в Якутскую область Иркутской губернии.
В 1805 году Якутская область была выведена из состава Иркутской губернии.
Согласно утверждённому в 1822 году «Учреждению для управления Сибирских губерний», Якутская область была разделена на 5 округов: Верхоянский, Вилюйский, Олёкминский, Среднеколымский, Якутский.
31 октября 1857 года в состав Приморской области из Якутской области был передан Удский округ.
20 апреля 1920 года по решению Сибирского революционного комитета (Сибревком) Якутская область была присоединена к Иркутской губернии на правах особого района.

### Геральдика

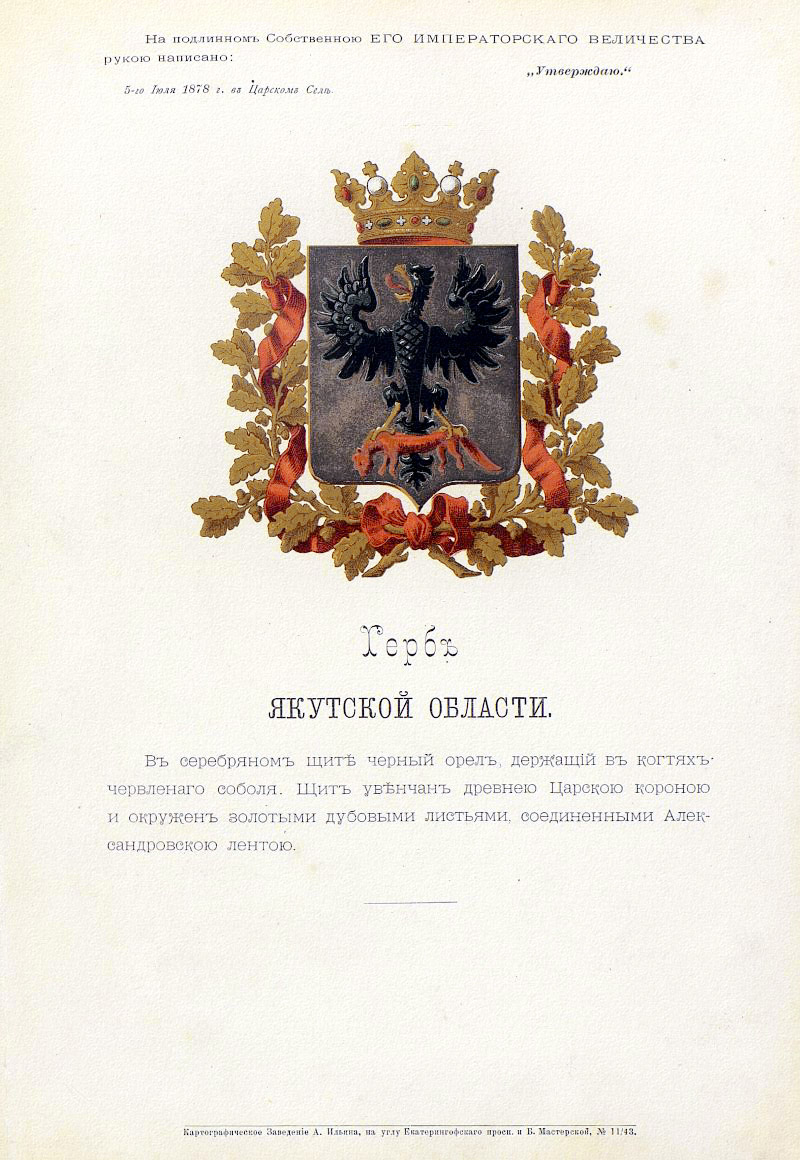
Герб области c официальным описанием, утверждённый Александром II (1878)

Герб Якутской области, созданный на основе переработки городского герба Якутска, был утверждён императором Александром II 5 июля 1878 года: «В серебряном щите, чёрный орёл, держащий в когтях червлёного соболя.
Щит украшен Древнею Царскою короною и окружён золотыми дубовыми листьями, соединёнными Александровскою лентою».

## Население
На 1900 г. в Якутской области проживало 262 703 (мужчин 134 134, женщин 128 569). Из этого числа русских с незначительным числом представителей других народностей (русских подданных) — 21 045, якутов — 224 110, других традиционных местных народностей — 17 539, иностранцев — 9.
На 100 мужчин в Якутской области приходилось 96 женщин. Диспропорция особенно остро ощущалась среди войскового сословия: среди регулярного войска и казаков (на 100 мужчин 33 женщины) и среди ссыльных (на 100 мужчин 40 женщин).
Православных 256737, католиков — 193, армяно-григориан — 2, протестантов — 23, раскольников и сектантов — 1731 (в том числе скопцов 1240), иудеев — 510, мусульман — 1896, представителей традиционных верований — 1610. Плотность населения на 1897 год составляла 0,072 чел/км².

### Национальный состав
Основную массу населения Якутской области составляли якуты (91,5 %), русские 7,5 %, а также представители других народностей — 1 %. 
Самыми многочисленными в области являлись якуты. Русские, проживавшие на Оленьке, Яне, Алдане, Индигирке и Колыме, почти объякутились, отчасти забыли свой язык, изменили строй жизни. Их наружность, вследствие браков с местными жителями, изменилась; уровень владения русским языком был довольно низок. 
В 1900 году Якутская область была избавлена от водворения в неё ссыльных, кроме осуждённых за преступления против религии и государства. До издания этого закона ежегодно ссылалось до 200 рецидивистов.
Скопцы принесли немалую пользу местному населению и всему краю, развив в нём земледельческие знания.
Духоборы, поселенные в 20 верстах от села Амгинского и на урочище Магон (Маган), близ Якутска, образовали 2 селения.
В отличие от якутов, прочие местные жители — тунгусы (эвенки), ламуты (эвены), юкагиры, чуванцы — племена монгольского типа. В 1889 г. повальная оспа истребила всех коряков, значительное число чуванцев и юкагиров.
Национальный состав в 1897 году:
| Округ           | якуты  | русские | тунгусо-маньчжурские народы | юкагиры | чукчи  | татары |
| --------------- | ------ | ------- | --------------------------- | ------- | ------ | ------ |
| Область в целом | 82,1 % | 11,3 %  | 4,3 %                       | …       | …      | …      |
| Верхоянский     | 81,0 % | 5,3 %   | 10,5 %                      | 2,9 %   | …      | …      |
| Вилюйский       | 93,0 % | 1,3 %   | 5,6 %                       | …       | …      | …      |
| Колымский       | 43,3 % | 17,9 %  | 12,1 %                      | 6,7 %   | 19,7 % | …      |
| Олекминский     | 36,4 % | 54,5 %  | 2,4 %                       | …       | …      | 3,0 %  |
| Якутский        | 90,6 % | 5,3 %   | 3,2 %                       | …       | …      | …      |

## Органы власти

### Административное деление
В начале XX века в состав области входило 5 округов:
| № | Округ       | Окружной город            | Герб окружного города | Площадь, вёрст² | Население (1897), чел. |
| - | ----------- | ------------------------- | --------------------- | --------------- | ---------------------- |
| 1 | Верхоянский | Верхоянск (354 чел.)      |                       | 947 085         | 14 259                 |
| 2 | Вилюйский   | Вилюйск (611 чел.)        |                       | 883 402         | 67 942                 |
| 3 | Колымский   | Средне-Колымск (538 чел.) |                       | 604 756         | 7885                   |
| 4 | Олёкминский | Олёкминск (1144 чел.)     |                       | 330 159         | 36 227                 |
| 5 | Якутский    | Якутск (6535 чел.)        |                       | 719 287         | 143 567                |

Округа делились на полицейские участки, участки — на волости и сельские общества, а инородческие местности — на улусы с наслегами и роды. Всего в области было 12 полицейских участков, 8 русских и 1 инородческая волость, с 169 населёнными местами (в том числе 99 инородческих и 12 населённых ссыльными скопцами), якутских улусов 15, с 251 наслегом (селением), и 36 родов других инородцев.
Городами официально считались Якутск и 4 окружные: Олекминск, Вилюйск, Верхоянск, Средне-Колымск.

### Административное деление на начало 1920 года
1. Верхоянский уезд (город Верхоянск):
- в связи с продолжавшейся Гражданской войной нет данных о волостях.

2. Вилюйский уезд (город Вилюйск):
- Верхне-Вилюйская волость;
- Качайская волость;
- Мархинская волость;
- Мастахская волость;
- Нюрбинская волость;
- Средне-Вилюйская волость;
- Сунтарская волость;
- Удюгейская волость;
- Хочинская волость.

3. Камчатский уезд:
- в связи с продолжавшейся Гражданской войной нет данных о волостях.

4. Колымский уезд (город Средне-Колымск):
- в связи с продолжавшейся Гражданской войной нет данных о волостях.

5. Олёкминский уезд (город Олёкминск):
- Абагинское самостоятельное общество;
- Амгинско-Олёкминское самостоятельное общество;
- Бирюкская волость;
- Калышское самостоятельное общество;
- Колымское самостоятельное общество;
- Нерюхтейская волость;
- Нохтуйская волость;
- Мальжегарское самостоятельное общество;
- Чемурское самостоятельное общество.

6. Охотский уезд:
- в связи с продолжавшейся Гражданской войной нет данных о волостях.

7. Якутский уезд (город Якутск):
- в связи с продолжавшейся Гражданской войной нет данных о волостях.

### Областные начальники
| Ф. И. О.                                             | Титул, чин, звание                  | Время замещения должности |
| ---------------------------------------------------- | ----------------------------------- | ------------------------- |
| Кардашевский Иван Григорьевич                        | надворный советник                  | 19.11.1805—07.07.1816     |
| Миницкий Михаил Иванович                             | капитан 2 ранга (статский советник) | 07.07.1816—21.10.1821     |
| Рудаков Дмитрий Яковлевич (год рожд. неизв.-ум.1824) | статский советник                   | 26.03.1822—10.1824        |
| Ачкасов Алексей Николаевич                           | статский советник                   | 10.1824—03.1826           |
| Лосев Николай Степанович                             | надворный советник                  | 03.1826—05.06.1826        |
| Мягков Николай Иванович                              | статский советник                   | 05.06.1826—11.12.1831     |
| Щербачёв Василий Иванович                            | коллежский советник                 | 04.06.1832—18.09.1833     |
| Рудаков Илья Дмитриевич (1788-1845)                  | статский советник                   | 11.09.1834—09.05.1845     |
| Каргопольцев Николай Яковлевич                       | коллежский советник                 | 04.07.1845—18.03.1850     |

### Губернаторы (гражданские губернаторы, управляющие Якутской области)
| Ф. И. О.                         | Титул, чин, звание                                                                           | Время замещения должности |
| -------------------------------- | -------------------------------------------------------------------------------------------- | ------------------------- |
| Григорьев Константин Никифорович | действительный статский советник                                                             | 01.11.1850—09.02.1856     |
| Скрябин, Николай Фёдорович       | статский советник, кавалер, управляющий (гражданский губернатор) Якутской области            | 09.02.1856-26.03.1857     |
| Штубендорф Юлий Иванович         | действительный статский советник                                                             | 26.03.1857—30.11.1862     |
| Скрябин, Николай Фёдорович       | статский советник, кавалер, управляющий (гражданский губернатор) Якутской области (повторно) | 30.11.1862-01.07.1865     |
| Лохвицкий Аполлон Давыдович      | действительный статский советник                                                             | 01.07.1865—14.08.1868     |
| Бодиско Василий Константинович   | действительный статский советник                                                             | 23.11.1868—24.12.1869     |
| Де Витте Виктор Павлович         | полковник, и. д. (утверждён с произведением в генерал-майоры 08.02.1874)                     | 24.12.1869—12.07.1876     |
| Черняев Георгий Фёдорович        | полковник, и. д. (утверждён с произведением в генерал-майоры 27.01.1877)                     | 12.07.1876—31.05.1885     |
| Светлицкий Константин Николаевич | полковник, и. д. (утверждён с произведением в генерал-майоры 30.08.1887)                     | 10.10.1885—12.05.1889     |
| Коленко Владимир Захарович       | действительный статский советник                                                             | 12.05.1889—26.03.1892     |
| Скрыпицын Владимир Николаевич    | действительный статский советник                                                             | 23.04.1892—29.08.1903     |
| Булатов Виктор Николаевич        | действительный статский советник                                                             | 29.08.1903—25.11.1906     |
| Крафт Иван Иванович              | действительный статский советник                                                             | 25.11.1906—1913           |
| Витте Рудольф Эвальдович         | действительный статский советник                                                             | 1913—1917                 |

### Вице-губернаторы
| Ф. И. О.                        | Титул, чин, звание                       | Время замещения должности |
| ------------------------------- | ---------------------------------------- | ------------------------- |
| Приклонский Василий Львович     | тайный советник, и. д.                   | 01.07.1883—24.11.1883     |
| Ильин Павел Васильевич          | действительный статский советник         | 24.11.1883—23.08.1888     |
| Осташкин Павел Петрович         | надворный советник (коллежский советник) | 23.08.1888—03.1894        |
| Лавров Алексей Максимович       | статский советник                        | 26.05.1894—11.06.1895     |
| Алеев Александр Ростиславович   | действительный статский советник         | 06.07.1895—26.08.1898     |
| Миллер Александр Константинович | действительный статский советник         | 02.09.1898—04.07.1903     |
| Чаплин Николай Николаевич       | коллежский советник                      | 04.06.1903—03.12.1904     |
| Леонтьев Александр Николаевич   | статский советник                        | 03.12.1904—21.01.1905     |
| Ващенко Александр Александрович | статский советник                        | 21.01.1906—28.09.1909     |
| Мишин Владимир Александрович    | действительный статский советник         | 28.09.1909—04.06.1912     |
| Нарышкин Александр Петрович     | статский советник                        | 04.06.1912—1914           |